# アスクルムの戦い (紀元前89年)
アスクルムの戦い（英：Battle of Asculum）は同盟市戦争において紀元前89年に共和政ローマとそれに蜂起したローマ連合の都市軍の間で戦われた戦闘である。
この戦いではグナエウス・ポンペイウス・ストラボ率いるローマ軍が反乱軍に勝利した。彼はアスクルムを占領し、これによって北部での反乱軍の抵抗を事実上終わらせ、この戦争中唯一の凱旋式を挙げた。